# 데드 오션스
데드 오션스(영어: Dead Oceans)는 미국 인디애나주의 블루밍턴에 위치한 인디 레코드 레이블로, 뉴욕, 로스앤젤레스, 시카고, 오스틴, 런던, 파리, 암스테르담, 베를린에 사무실을 두고 있다. 데드 오션스는 시크리틀리 그룹 레이블에 소속되어있다.

## 소속 가수
- 어 플레이스 투 뷰리 스트레인저스
- 아크론/패밀리
- 줄리애나 바윅
- 베어 인 헤븐

- 베터 오블리비언 커뮤니티 센터
- 빌 페이
- 비숍 알렌
- 블랙아웃 비치
- 블리치드
- 바워버즈
- 브라조스
- 브라이트 아이스
- 캘리폰
- 시테이
- 디스트로이어
- 더티 프로젝터스
- 덥 톰슨
- 듀런드 존스 앤 디 인디케이션스
- 동키스
- 에반게리칼스
- 익스플로러스 클럽
- 프로그 아이즈
- 건틀릿 헤어
- 더 굿 원스
- 그레이렉
- 재패니즈 브랙퍼스트
- 크렁빈
- 알렉스 라헤이
- 럼프
- 루야스
- 마크 맥과이어
- 미츠키
- 케빈 모비
- 마운틴 세인트 헬렌스 베트남 밴드
- 나이트 베즈
- 너시스
- 온 필모어
- 피비 브리저스
- 포스포리센트
- 톰 로저슨
- 셰임
- 슬로다이브
- 스트랜드 오브 오크스
- 케인 스트랭
- 선 에어웨이
- 톨리스트 맨 온 어스
- 디즈 아 파워스
- 존 밴더슬라이스
- 라일리 워커
- 화이트 힌더랜드
- 말론 윌리엄스

## 같이 보기
- 시크리틀리 캐나디안
- 잭재규워